# Johannes V. Jensen & Thit Jensen Museet
Johannes V. Jensen og Thit Jensen Museet er et dansk forfattermuseum om den danske forfatter og nobelprisvinder i litteratur Johannes V. Jensen samt forfatterinden og kvindesagsforkæmperen Thit Jensen.
Museet har adresse på Johannes V. Jensens fødehjem, Søndergade 48 i Farsø, Himmerland.
Bygningen blev oprindelig indviet som museum for Johannes V. Jensen den 7. september 1991.
I 2011 blev museet udvidet med en tilbygning finansieret af tilskud fra Vesthimmerlands Kommune og EU.
Tilbygningen er tegnet af arkitekt Palle Breinholm og rummer bl.a. en udstilling med ca. 100 genstande fra Johannes V. Jensens arbejdsværelse. Genstandene er udlånt af Nationalmuseet i samarbejde med Vesthimmerlands Museum og det hidtil største af sin art.
i 2019 blev museet igen udvidet med det formål at udstille genstande fra Thit Jensens Mindestue og formidle hendes personlige historie og forfatterskab.
Museets bygninger ejes af Vesthimmerlands Kommune. Museet drives som en selvejende institution.

## Udvalgte udgivelser
- Jensen og Kunsten, Farsø: Johannes V. Jensen & Thit Jensen Museet, 2016, ISBN 978-87-7742-061-0, Wikidata  Q124048724
- Johannes V. Jensen (2018), Kirken i Farsø, Farsø: Johannes V. Jensen & Thit Jensen Museet, Wikidata  Q101225698
- Forfatteren - og masken, Farsø: Johannes V. Jensen & Thit Jensen Museet, 2023, Wikidata  Q125912193